# Пенькозавод (Чамзінський район)
Пе́нькозаво́д (рос. Пенькозавод, ерз. Пенькозавод) — селище у складі Чамзінського району Мордовії, Росія. Входить до складу Пічеурського сільського поселення.

## Населення
Населення — 58 осіб (2010; 61 у 2002).
Національний склад (станом на 2002 рік):
- росіяни — 90 %